# Джамила, Марьям
Марьям Джамила (англ. Maryam Jameelah, урождённая Маргрет Маркус англ. Margret Marcus; 23 мая 1934 — 31 октября 2012) – американо-пакистанский писатель, автор более 30 книг по исламской культуре и истории, а также женский голос ортодоксального ислама, известная своими работами о Западном мире. Родилась как Маргрет Маркус в Нью-Йорке в нерелигиозной еврейской семье, она изучала иудаизм и другие религии в подростковом возрасте, прежде чем принять ислам в 1961 году и эмигрировать в Пакистан. Она была замужем за Мухаммадом Юсуфом Ханом, лидером политической партии «Джамаат-и-ислами», и имела пятерых детей от него, проживала в городе Лахор. 

## Биография
Джамила родилась под именем Маргрет Маркус в Нью-Рошелле, штат Нью-Йорк, в семье немецко-еврейского происхождения и провела свои ранние годы в Уэстчестере. В детстве Маркус чувствовала себя психологически и социально неуютно в своем окружении, и мать описывала её как исключительно яркую, но также «очень нервную, чувствительную, легковозбудимую и требовательную». Даже в школе её привлекала азиатская и особенно арабская культура и история, и, в противовес поддержке Израиля среди окружающих её людей, она в целом сочувствовала тяжёлому положению арабов и палестинцев.
После окончания средней школы она поступила в Рочестерский университет, но была вынуждена уйти до начала занятий из-за проблем с психикой. Весной 1953 года она поступила в Нью-Йоркский университет. Там она изучала реформистский иудаизм, ортодоксальный иудаизм, этическую культуру и веру бахаи, но нашла их неудовлетворительными, особенно в их поддержке сионизма. Летом 1953 года у неё случился еще один нервный срыв, и она впала в отчаяние и истощение. Именно в этот период она вернулась к изучению ислама и прочитала Коран. Её также вдохновила книга Мухаммада Асада «Путь в Мекку», в которой рассказывалось о его путешествии и окончательном обращении из иудаизма в ислам. В Нью-Йоркском университете она прошла курс по влиянию иудаизма на ислам, который вёл раввин и ученый Авраам Кач , что, по иронии судьбы, усилило ее влечение к исламу. Однако здоровье Маркус ухудшилось, и она бросила университет в 1956 году до окончания учебы; с 1957 по 1959 год она находилась в больнице из-за шизофрении.
В 1959 году она вернулась домой в Уайт-Плейнс, Маркус связалась с различными исламскими организациями и начала переписываться с мусульманскими лидерами за пределами США, в частности с Абу-ль-Аля Маудуди, лидером пакистанской партии «Джамаат-и-ислами». 24 мая 1961 года она приняла ислам и взяла себе имя Марьям Джамила. В 1962 году, приняв приглашение Абу-ль-Аля Маудуди, она эмигрировала в Пакистан, где первоначально проживала с ним и его семьей. В 1963 году она вышла замуж за Мухаммада Юсуфа Хана, члена «Джамаат-и-Ислами», став его второй женой. У неё было пятеро детей: два мальчика и три девочки (первая из которых умерла в младенчестве). Джамила считает эти годы (1962–1964) периодом становления своей жизни, в течение которого она повзрослела и начала свою жизненную миссию в качестве защитницы консервативного ислама.

## Сочинения
Джамила начала писать свой первый роман «Ахмад Халил: История палестинского беженца и его семьи» в возрасте двенадцати лет; она иллюстрировала свою книгу карандашными набросками и цветными рисунками. Она также начала рисовать, так осенью 1952 года в Лиге студентов-художников Нью-Йорка она выставила свои работы в художественной галерее бахаистского центра  «Караван Востока и Запада». Во время эмиграции в Пакистан Маудуди сказал ей, что рисунки животных и людей неисламские, и она отказалась от них в пользу произведений. Её сочинения дополняются рядом аудио- и видеозаписей.
Она была глубоко критикующей секуляризм, материализм и модернизацию, как в западном обществе, так и в исламе. Она считала, что такие традиции, как ношение вуали, многоженство и гендерная сегрегация (пурда), предписаны Кораном и словами пророка Мухаммеда, и считала движения за изменение этих обычаев предательством исламского учения. Книги и статьи Джамилы были переведены на несколько языков, включая урду, персидский, турецкий, бенгальский и индонезийский. Её переписка, рукописи, библиографии, хронологии, речи, анкеты, опубликованные статьи, фотографии, видеокассеты и произведения искусства включены в коллекцию Библиотеки гуманитарных и социальных наук Нью-Йоркской публичной библиотеки.

## Книги
- A great Islamic movement in Turkey: Badee-u-Zaman Said Nursi
- A manifesto of the Islamic movement
- A select bibliography of Islamic books in English
- Ahmad Khalil: the biography of a Palestinian Arab refugee
- At home in Pakistan (1962-1989) : the tale of an American expatriate in her adopted country
- Correspondence between Abi-l-A'La Al-Maudoodi and Maryam Jameelah[8]
- Islam and Modernism
- Islam and orientalism
- Islam and the Muslim woman today
- Islam and our social habits : Islamic manners versus Western etiquette
- Islam and modern man : the prospects for an Islamic renaissance, the call of Islam to modern man
- Islam versus Ahl al-Kitab: past and present
- Islam versus the West
- Islamic culture in theory and practice
- Islam face to face with the current crisis
- Is Western civilization universal?
- Memoirs of childhood and youth in America (1945-1962) : the story of one Western convert's quest for truth
- Modern technology and the dehumanization of man
- Shaikh Hassan alBanna & al Ikhwan al-Muslimun
- Shaikh Izz-ud-Din Al-Qassam Shaheed : a great Palestinian mujahid, (1882-1935) : his life and work
- Shehu Uthman dan Fodio, a great mujaddid of West Africa
- The Generation Gap - Its Causes and Consequences
- The Holy Prophet and his impact on my life
- The resurgence of Islam and our liberation from the colonial yoke
- Three Great Islamic Movements in the Arab World of the Recent Past
- Two great Mujahadin of the recent past and their struggle for freedom against foreign rule : Sayyid Ahmad Shahid; Imam Shamil: a great Mujahid of Russia
- Westernization and Human Welfare
- Western civilization condemned by itself; a comprehensive study of moral retrogression and its consequences
- Western imperialism menaces Muslims
- Why I embraced Islam